# Žamberský vikariát
Žamberský vikariát je jedním ze 14 vikariátů královéhradecké diecéze. Je tvořen třinácti farnostmi a samostatnou duchovní správou při poutním kostele Nanebevzetí Panny Marie na Hoře Matky Boží v Králíkách. Rozkládá se v okrese Ústí nad Orlicí v nejvýchodnější části diecéze, na severu sousedí s Polskem, na východě s olomouckou arcidiecézí, na jihu s orlickoústeckým vikariátem a na západě s rychnovským vikariátem. Okrskovým vikářem je Mgr. Pavol Sandánus, centrem vikariátu je děkanství Žamberk.
Je to nejmladší vikariát diecéze, vznikl v roce 2009 vyčleněním farností z orlickoústeckého vikariátu. Jeho prvním vikářem byl P. Mgr. Oldřich Kučera.

## Ustanovení vikariátu
- Mgr. Pavol Sandánus – okrskový vikář
- Mgr. Pavel Pokorný – sekretář vikariátu
- Mgr. Jakub Brabenec – kaplan pro mládež
- Hana Matějíčková – vikariátní účetní
- Jana Brychtová – stavební technička
- Lukáš Šejnoha – stavební technik

## Farnosti a kostely vikariátu
| Farnost                    | Správce                                               | Další duchovní ve farnosti                                                                                                  | Farní kostel                                      | Další kostely |
| -------------------------- | ----------------------------------------------------- | --- | ------------------------------------------------- | --- |
| Bystřec                    | ThLic. Ireneusz Szociński farář                       | | Kostel svatého Jakuba Staršího                    | |
| Čenkovice                  | Mgr. Pavel Pokorný administrátor excurrendo           | | Kostel svatého Vavřince                           | |
| Dolní Čermná               | Mgr. Jan Lukeš farář                                  | Ing. Marta Marešová pastorační asistentka                                                                                   | Kostel svatého Jiří                               | - Kostel svatého Antonína z Padovy (Jakubovice) - Kostel Narození Panny Marie (Horní Čermná) - Kostel svatého Františka Xaverského (Petrovice) - Kostel svatého Jana Křtitele (Verměřovice) |
| Horní Heřmanice            | ThLic. Ireneusz Szociński administrátor excurrendo    | | Kostel svatého Jiří                               | |
| Jablonné nad Orlicí        | Mgr. Pavel Pokorný farář                              | | Kostel svatého Bartoloměje                        | - Kostel Nejsvětější Trojice (Jamné nad Orlicí) - Kostel svatého Jana Nepomuckého (Orličky) |
| Klášterec nad Orlicí       | Mgr. Jakub Brabenec administrátor excurrendo          | | Kostel Nejsvětější Trojice                        | - Kostel svatého Petra a Pavla (České Petrovice) |
| Králíky                    | Mgr. Pavel Plíšek farář                               | | Kostel svatého Michaela archanděla                | - Kostel Navštívení Panny Marie (Červený Potok) - Kostel Povýšení svatého Kříže (Dolní Boříkovice) - Kostel Nejsvětější Trojice (Heřmanice) - Kostel svaté Anny (Horní Lipka) - Kostel svatého Josefa dělníka (Lichkov) - Kostel svatého Jana Křtitele (Mladkov) - Kostel Neposkvrněného Početí Panny Marie (Prostřední Lipka) |
| Duchovní správa Králíky II | Mons. ICLic. Mgr. Karel Moravec děkan, rektor kostela | Jaroslav Zelený správce kláštera Mgr. Ludmila Horáčková pastorační asistentka                                               | Poutní a rektorský kostel Nanebevzetí Panny Marie | |
| Kunvald v Čechách          | Mgr. Jakub Brabenec administrátor excurrendo          | | Kostel svatého Jiří                               | |
| Letohrad                   | Mgr. Karel Dvořák farář                               | Mgr. Václav Vacek výpomocný duchovní Mgr. Bc. Martin Suchomel, DiS. trvalý jáhen Mgr. Marie Mikysková pastorační asistentka | Kostel svatého Václava                            | - Kostel svaté Kateřiny (Kunčice) - Kostel svatého Filipa a Jakuba (Lukavice) - Kostel svatého Jana a Pavla (Mistrovice) - Kostel Nanebevzetí Panny Marie (Šedivec) - Kostel Panny Marie (Orlice) |
| Nekoř                      | Mgr. Pavol Sandánus farář                             | | Kostel svatého Mikuláše                           | - Kostel svatého Prokopa (Sobkovice) - Kostel svaté Markéty (Těchonín) |
| Valteřice                  | ThLic. Ireneusz Szociński administrátor excurrendo    | | Kostel Povýšení svatého Kříže                     | |
| Výprachtice                | ThLic. Ireneusz Szociński administrátor excurrendo    | | Kostel Proměnění Páně                             | |
| Žamberk                    | Wiesław Rafał Kalemba farář                           | Mgr. Marie Souradová nemocniční kaplanka                                                                                    | Děkanský kostel svatého Václava                   | - Kostel Svaté Rodiny (Líšnice) - Kostel svaté Kateřiny (Písečná) |

## Zaniklé farnosti
Do konce roku 2005 byly samostatnou farností České Petrovice, sloučené 1. ledna 2006 s farností Klášterec nad Orlicí, do června 2006 byla součástí vikariátu také farnost Písečná, od 1. července 2006 sloučená s farností Žamberk. Od 1. ledna 2007 byly farnosti Červený Potok a Dolní Boříkovice sloučeny s farností Králíky, na konci roku tohoto roku zanikly farnosti Orličky a Jamné nad Orlicí, které byly 1. ledna 2008 sloučeny s farností Jablonné nad Orlicí. Do konce roku 2008 existovala i farnost Těchonín, která byla k 1. lednu 2009 sloučená s farností Nekoř, na konci tohoto roku zanikla i farnost Mladkov, od 1. ledna 2010 sloučená s farností Králíky.